# El libro de piedra (película de 2009)
El libro de piedra es una película de horror mexicana del año 2009 dirigida, coescrita y coproducida por Julio César Estrada. Está basada en la cinta El libro de piedra (1969) escrita y dirigida por Carlos Enrique Taboada.

## Sinopsis
A petición de "Alejandro Ruvalcaba" (Plutarco Haza), la institutriz "Julia Septién" (Evangelina Sosa), quien trata de superar la pérdida de su hija en un accidente en un autobús escolar, se hace cargo de la educación de "Silvia" (Mariana Beyer), la hija del empresario y de su difunta esposa. La niña se empieza a comportar de una manera muy extraña y afirma jugar con "Hugo" (Jorge Lago), una estatua de piedra que adorna los jardines de la mansión. Lo que al principio parece un simple juego de la imaginación infantil se va transformando hasta convertirse en una terrible obsesión.

## Reparto
- Ludwika Paleta como Mariana.
- Evangelina Sosa como Julia.
- Marta Aura como Soledad.
- Plutarco Haza como Alejandro.
- Mariana Beyer como Silvia.
- Enoc Leaño como Germán.
- Guillermo Larrea como Carlos.
- Jorge Victoria como Dr. Macías
- Miguel Couturier como Teniente Ramos.
- René Gatica como Profesor Ponce.
- Jorge Lago como Hugo.